# Coupe d'Allemagne féminine de football 2004-2005
Navigation
Édition précédente Édition suivante
Le DFB-Pokal Frauen 2004-2005 est la vingt-cinquième édition de la Coupe d'Allemagne féminine.
Il s'agit d'une compétition à élimination directe ouverte aux vainqueurs des coupes de chaque fédération régionale et des clubs de la  Bundesliga féminine. Elle est organisée par la Fédération allemande de football (DFB).
La finale a lieu le 28 mai 2005 au stade olympique de Berlin. Le 1. FFC Turbine Potsdam remporte sa deuxième Coupe d'Allemagne.

## Format
Les équipes participantes sont les vainqueurs des coupes des fédérations régionales et toutes les équipes ayant participé à la Bundesliga féminine en 2003-2004, soit 12 équipes, et les promus pour la saison 2003-2004 (deux équipes).
La compétition se joue sur un match, en cas d'égalité une séance de tirs au but a lieu. 
La finale se joue le 28 mai 2005 en lever de rideau de la finale masculine.

## Demi-finales
| Equipe 1               | Equipe 2        | Score |
| ---------------------- | --------------- | ----- |
| SC Fribourg            | 1.FFC Francfort | 0 - 1 |
| 1. FFC Turbine Potsdam | Bayern Munich   | 2 - 0 |

## Finale
| 29 mai 2004 | 1. FFC Turbine Potsdam | 3 - 0   | 1.FFC Francfort | Stade olympique de Berlin, Berlin |                      |
|             |                        | (2 - 0) |                 | Spectateurs : 30 000              | Spectateurs : 30 000 |

- Le 1. FFC Turbine Potsdam remporte sa deuxième Coupe d'Allemagne une semaine après avoir remporté la Coupe d'Europe[2].